# Javi Puado
Javier Puado Díaz (Barcelona, 25 de mayo de 1998) es un futbolista español que juega como delantero para el R. C. D. Espanyol de la Primera División de España.

## Trayectoria
Empezó a formarse como futbolista en la escuela de la U. E. Cornellà y llegó a la cantera perica en la campaña 2014-15 para reforzar el Juvenil B y pronto destacó por su facilidad goleadora. En la temporada 2016-17 ascendió al filial, con la mala fortuna de que en su primera aparición con el equipo se rompió el ligamento cruzado de la rodilla izquierda, pero su perseverancia le permitió superar esta piedra en el camino. Pese a salir de una dura lesión, los números de Puado no pasaron desapercibidos para el Real Madrid, que trató de incorporarlo para su filial en la recta final del mercado de verano de la campaña 2017-18. La operación estaba prácticamente cerrada, pero el presidente del Espanyol, Chen Yansheng, la frenó personalmente: sabía que no podía dejar salir a uno de los jugadores con más futuro del club.
En verano de 2018, tras la llegada de Rubi al banquillo del R. C. D. Espanyol y marcar dos goles en pretemporada, fue confirmado como jugador del primer equipo para la temporada 2018-19. Hizo su debut en la primera jornada de liga frente al Celta de Vigo.
El 16 de noviembre de 2019 el Real Zaragoza anunció su incorporación como cedido hasta final de temporada para cubrir la baja de Raphael Dwamena por problemas cardíacos.
En la temporada 2020-21, ya de vuelta en el R. C. D. Espanyol, fue una pieza clave en el ascenso del equipo a Primera División, anotando 12 goles en 37 partidos. Su rendimiento le valió la convocatoria con la selección olímpica española, con la que obtuvo la medalla de plata en los Juegos Olímpicos de Tokio 2020.
En la temporada 2024-25, su actuación en la última jornada del campeonato fue determinante, donde marcó un gol de penalti en la victoria por 2-0 ante la U. D. Las Palmas, resultado que aseguró la permanencia del equipo en Primera División. Además, al inicio de la campaña, se convirtió en el máximo goleador histórico del RCDE Stadium, superando a figuras como Sergio García y Raúl de Tomás, al alcanzar los 28 goles en dicho estadio.

## Selección nacional
Fue internacional con España en categorías inferiores, el 8 de junio de 2021 debutó con la selección absoluta en un amistoso ante Lituania en el que anotó el definitivo 4-0.

#### Goles internacionales
| N.º | Fecha              | Estadio                                        | Rival    | Gol | Resultado | Competición |
| --- | ------------------ | ---------------------------------------------- | -------- | --- | --------- | ----------- |
| 1   | 8 de junio de 2021 | Estadio Municipal de Butarque, Leganés, España | Lituania | 4-0 | 4-0       | Amistoso    |

## Clubes
Actualizado al último partido disputado el 17 de agosto de 2025.
| Club                           | Div.          | Temporada     | Liga  | Liga  | Copas nacionales | Copas nacionales | Copas internacionales | Copas internacionales | Total | Total |
| Club                           | Div.          | Temporada     | Part. | Goles | Part.            | Goles            | Part.                 | Goles                 | Part. | Goles |
| ------------------------------ | ------------- | ------------- | ----- | ----- | ---------------- | ---------------- | --------------------- | --------------------- | ----- | ----- |
| R. C. D. Espanyol "B" · España | 2.ª B         | 2016-17       | 3     | 1     | —                | —                | —                     | —                     | 3     | 1     |
| R. C. D. Espanyol "B" · España | 3.ª           | 2017-18       | 34    | 12    | —                | —                | —                     | —                     | 34    | 12    |
| R. C. D. Espanyol "B" · España | Total club    | Total club    | 37    | 13    | 0                | 0                | 0                     | 0                     | 37    | 13    |
| R. C. D. Espanyol · España     | 1.ª           | 2018-19       | 15    | 0     | 5                | 1                | —                     | —                     | 20    | 1     |
| R. C. D. Espanyol · España     | 1.ª           | 2019-20       | 0     | 0     | —                | —                | 3                     | 0                     | 3     | 0     |
| Real Zaragoza · España         | 2.ª           | 2019-20       | 21    | 4     | 1                | 1                | —                     | —                     | 22    | 5     |
| Real Zaragoza · España         | Total club    | Total club    | 21    | 4     | 1                | 1                | 0                     | 0                     | 22    | 5     |
| R. C. D. Espanyol · España     | 2.ª           | 2020-21       | 37    | 12    | 2                | 1                | —                     | —                     | 39    | 13    |
| R. C. D. Espanyol · España     | 1.ª           | 2021-22       | 30    | 4     | 3                | 1                | —                     | —                     | 33    | 5     |
| R. C. D. Espanyol · España     | 1.ª           | 2022-23       | 37    | 7     | 4                | 2                | —                     | —                     | 41    | 9     |
| R. C. D. Espanyol · España     | 2.ª           | 2023-24       | 38    | 16    | 2                | 1                | —                     | —                     | 40    | 17    |
| R. C. D. Espanyol · España     | 1.ª           | 2024-25       | 35    | 12    | 0                | 0                | ―                     | ―                     | 35    | 12    |
| R. C. D. Espanyol · España     | 1.ª           | 2025-26       | 1     | 0     | 0                | 0                | ―                     | ―                     | 1     | 0     |
| R. C. D. Espanyol · España     | Total club    | Total club    | 193   | 52    | 16               | 6                | 3                     | 0                     | 212   | 58    |
| Total carrera                  | Total carrera | Total carrera | 251   | 69    | 17               | 7                | 3                     | 0                     | 271   | 76    |
| 1. 2.                          |               |               |       |       |                  |                  |                       |                       |       |       |

## Palmarés

### Títulos nacionales
| Título                     | Club              | País   | Año  |
| -------------------------- | ----------------- | ------ | ---- |
| Segunda División de España | R. C. D. Espanyol | España | 2021 |